# Serratobracon cardaleae
Serratobracon cardaleae är en stekelart som beskrevs av Vladimir Ivanovich Tobias 1990. Serratobracon cardaleae ingår i släktet Serratobracon och familjen bracksteklar. Inga underarter finns listade i Catalogue of Life.